# Dhungesaghu
Dhungesaghu – gaun wikas samiti we wschodniej części Nepalu w strefie Meći w dystrykcie Taplejung. Według nepalskiego spisu powszechnego z 2001 roku liczył on 792 gospodarstw domowych i 4254 mieszkańców (2174 kobiet i 2080 mężczyzn).